# Mossi
I Mossi (al singolare "Moaga") sono una popolazione nativa dell'area centrale del Burkina Faso, che vive principalmente nei villaggi del bacino del fiume Volta. I Mossi sono il gruppo etnico più numeroso del Burkina Faso: costituiscono il 52% della popolazione che corrisponde a circa 11,1 milioni di persone. La restante parte della popolazione burkinabé è composto da più di sessanta gruppi etnici, tra i quali Gurunsi, Senufo, Lobi, Bobo, e Fulbe. I Mossi parlano una lingua chiamata lingua more.

## Storia

### Le origini secondo la tradizione

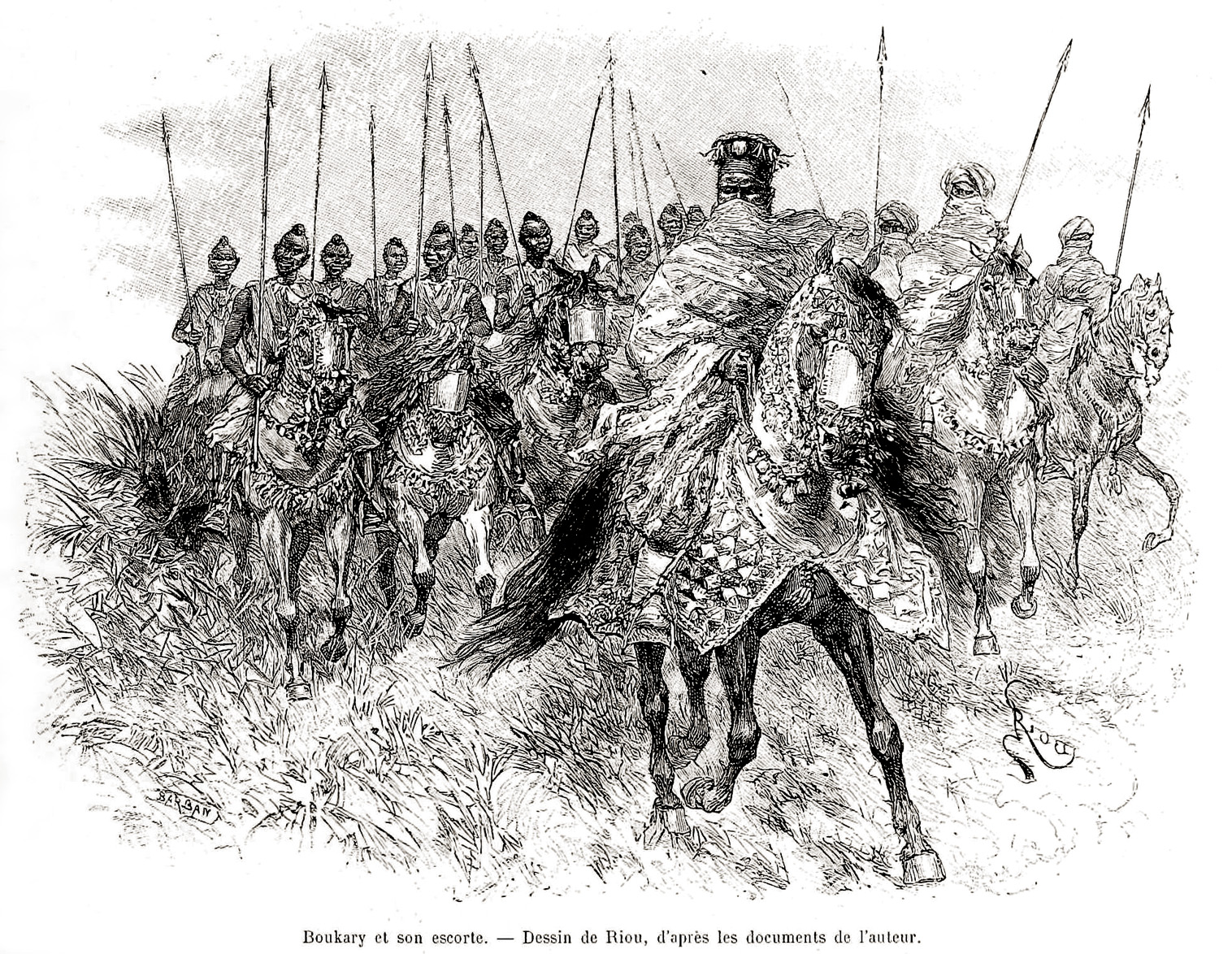
Il re Mossi di Ouagadougou Boukary Koutou, noto anche come Wobgho, con la sua cavalleria. Illustrazione di Édouard Riou (1892)

Secondo la tradizione, i Mossi hanno origine dal matrimonio tra una principessa Dagomba e un cacciatore Mandé. Yennenga era una principessa guerriera, figlia di un re Dagomba del nord-est del Ghana. Mentre Yennanga esplorava il suo regno in sella ad un cavallo, smarrì la strada e venne salvata da Rialé, un cacciatore solitario Mandé. I due si sposarono e diedero alla luce il primo autentico Mossi, Ouedraogo, riconosciuto come il padre dei Mossi. Nonostante il suo status di leggenda, questa storia contiene informazioni storicamente attendibili: i Mossi si originarono dal gruppo degli Ashanti, una etnia ghanese composta da molti sottogruppi.
Inoltre i Mossi sono discendenti diretti dei Dagomba e come loro vivono nel nord-est del Ghana che ha come capitale Tamale.

### Impero Mossi

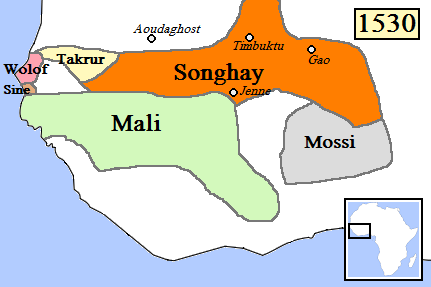
Estensione dell'Impero Mossi, ca. 1530

Poiché la storia dell'etnia Mossi è stata tramandata oralmente, è impossibile stabilire date precise per il periodo precedente alla Colonizzazione dell'Africa.
Nonostante gli storici attribuiscano al XV secolo l'inizio della loro esistenza, i Mossi riuscirono a conquistare territori molto vasti grazie alla padronanza che avevano del cavallo e crearono un prospero impero in cui regnò la pace fino all'arrivo dei colonizzatori. 
L'espansione dell'impero Mossi fu stroncata nel XIX secolo con l'inizio dell'intensa opera di colonizzazione da parte dei francesi.

### Era coloniale

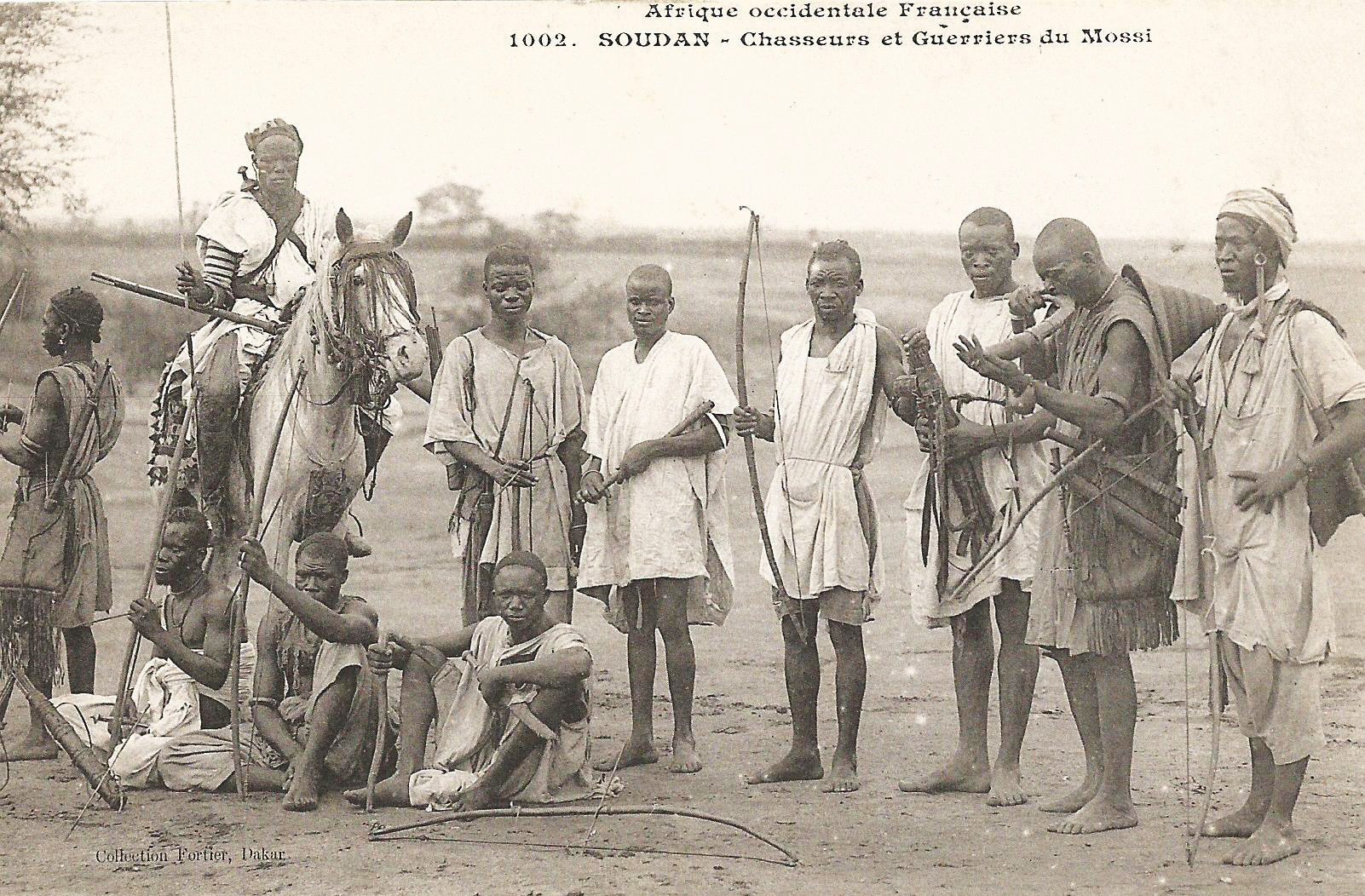
Guerrieri e cacciatori Mossi nell'Africa Occidentale Francese

Il colonialismo fu devastante per la maggior parte delle popolazioni africane, come risultò dall'imposizione delle frontiere che influenzarono le relazioni tra tribù e che portarono a sconvolgimenti politici e sociali in tutta l'Africa. Senza eccezione per i Mossi. La dominazione influenzò la società Mossi e indebolì il potere dell'imperatore Mogho Naaba. Nonostante la furia distruttrice della colonizzazione, Mogho Naaba esercitava una certa autorità sui Mossi anche durante il periodo coloniale francese. Ancora oggi viene consultato per alcune decisioni cruciali, specialmente quelle che influiscono sul futuro della società. Due importanti eventi hanno determinato lo status del Mogho Naaba durante la colonizzazione: prima di tutto, durante la fase iniziale della invasione occidentale, si ritirò nel regno Dagomba con il quale i Mossi hanno sempre mantenuto rapporti di fratellanza. Secondariamente, nel 1896, i Mogho accettarono il protettorato francese. Nonostante non sia ancora accettato in modo unanime, i Mossi giocarono un ruolo fondamentale nell'esercito francese durante la Seconda guerra mondiale poiché costituivano la maggior parte del corpo militare dell'Africa Occidentale Francese, conosciuta in francese come Tirailleurs sénégalais.
Nonostante questi traumi storici, la società Mossi si è sempre impegnata per mantenere una forte identità e la loro struttura sociale.

## Organizzazione della società Mossi
I Mossi hanno organizzato la loro società seguendo un processo gerarchico in cui famiglia e Stato sono gli elementi chiave.

### Il Mogho Naaba e i Nakomse
La posizione più alta nella società Mossi è quella dell'Imperatore, il quale detiene il potere esecutivo. Il compito dell'Imperatore è quello di governare sull'intera popolazione e di proteggere il regno. Oggi vive a Ouagadougou, la storica e attuale capitale del Burkina Faso. Nonostante le dinamiche politiche del paese siano cambiate, il Mogho Naaba (Imperatore) è tuttora riconosciuto dalla sua gente e ha un'autorità sostanziale.
Dopo l'imperatore vengono i nobili, o Nakomse. I Nakomse provengono tutti dalla famiglia dell'Imperatore, siano essi fratelli, sorelle, cugini o altro. Tutti i dignitari del regno devono provenire dalla famiglia dell'Imperatore.
Ai Nakomse vengono spesso assegnati territori del regno che devono controllare nel nome del Mogho Naaba. Come avveniva nel passato, l'Imperatore necessita del supporto dei suoi Nyon-nyonse (o gnon-gnon-sse) per poter esercitare il proprio potere. I Nyon-nyonse sono coloro che vivevano nella regione del Volta prima della nascita dell'impero Mossi.

### I nativi o Nyon-nyonse

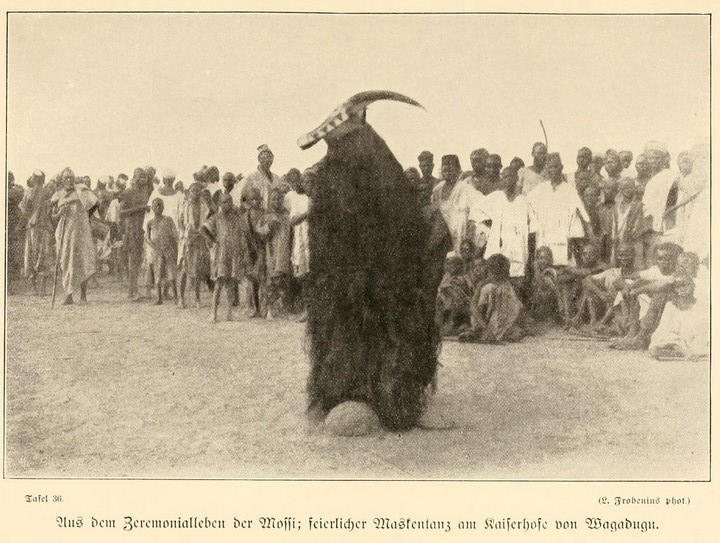
Danza cerimoniale dei Mossi, eseguita alla corte imperiale di Ouagadougou

I Nyon-nyonse sono nativi della regione del Volta, dove risiedevano prima dell'ascesa dell'impero Mossi e si occupano delle questioni religiose e spirituali. Il loro ruolo serve per legittimare l'autorità dell'Imperatore, senza i quali egli vedrebbe il proprio potere sostanzialmente ridotto. Si dice che i Nyon-nyonse possiedano poteri mistici che permettono agli uomini di mettersi in collegamento con gli antenati. Sono inoltre i proprietari della terra che l'Imperatore governa. 
I Nyon-nyonse sono spesso temuti dalla gente comune e tendono a vivere secondo uno schema circolare chiuso, qualcosa di simile al sistema castale indiano.

### Gli artigiani e i cittadini ordinari
Costituiscono la maggioranza della popolazione e sono tutti sudditi dell'imperatore. Questi due gruppi sono generalmente considerati facenti parte di uno solo, ma a volte sono presenti suddivisioni interne, ciascuna delle quali ha le proprie famiglie dominanti. I Mossi definiscono la propria identità in base a gruppi, quindi, ad ogni livello, la società Mossi è organizzata in modo gerarchico. Nella vita quotidiana, la gerarchia all'interno della famiglia è la più importante, e il concetto di famiglia è spesso direttamente associato con la nozione di gerarchia.

## Lingua e valori
I temi dell'identità e dei valori nella società Mossi e in rapporto con altre etnie sono strettamente legati alla lingua.

### Lingua More
I Mossi parlano la lingua More, un sottogruppo delle lingue MoreDagbani. È parlata in Ghana e Burkina Faso da un largo gruppo di persone. Di questa lingua esistono alcuni dialetti che si differenziano da regione a regione. Per esempio, c'è un dialetto parlato nella provincia di Yatenga
(Ouahigouya), un diverso dialetto è parlato nella regione a nord, un terzo è parlato nella zona sud-est a Koupéla, diverso da un quarto dialetto nella zona di Tenkodogo
Nonostante le numerose differenze regionali, tutti i dialetti sono reciprocamente comprensibili.

### Valori culturali
Quattro sono i valori fondanti e caratteristici di questo gruppo etnico.

#### Rispetto per gli antenati
Si ritiene che gli antenati si siano elevati ad un livello di esistenza superiore dal quale possono influenzare la vita sulla terra. Possono aiutare o punire i loro discendenti in base al loro comportamento. Gli antenati sono inoltre i giudici che hanno il potere di permettere ai loro discendenti l'ingresso nel "pantheon degli antenati". Se un antenato decide di impedire l'entrata, l'anima del rinnegato è condannata a vagare per l'eternità.  I Mossi sono quindi indotti da queste credenze ad avere piena fiducia negli antenati e nella loro terra. Questo atteggiamento di fiducia e devozione è qualcosa che va oltre il simbolismo, è un richiamo alla giustizia suprema.

#### Terra
La terra, essendo un percorso attraverso il quale un individuo può avere accesso al pantheon,  è strettamente legata agli antenati. Anche oggi, questa credenza ha fatto sì che la terra sia uno dei valori più importanti nel pensiero Mossi tanto da aver acquisito una dimensione spirituale. La vita dei Mossi dipende dalla loro terra ed è essenziale per la costruzione della famiglia.

#### Famiglia
Anche la famiglia è un elemento essenziale della cultura Mossi, che considera il collettivismo uno. L'individualismo non esiste nella cultura Mossi tradizionale: le azioni e i comportamenti di un individuo sono sempre da ricondurre a quelli della sua famiglia. Bisogna sempre chiedere ad una persona più anziana prima di fare qualsiasi cosa; la famiglia è quindi l'unità minima della cultura Mossi. L'eredità è patrilineare, passa cioè da padre a figlio. Tuttavia, quando un uomo non ha figli, le donne possono acquisire l'eredità dei loro mariti e anche dei loro padri.

#### Gerarchia
La gerarchia è un concetto fondamentale per i Mossi e pervade la loro cultura. L'organizzazione della famiglia rispecchia quella del regno il sovrano come il marito e padre; la regina come la moglie e la sua gente, i bambini. Zie e zii hanno anch'essi un ruolo fondamentale nell'educazione e nella crescita dei bambini.

## Feste ed eventi tradizionali e culturali

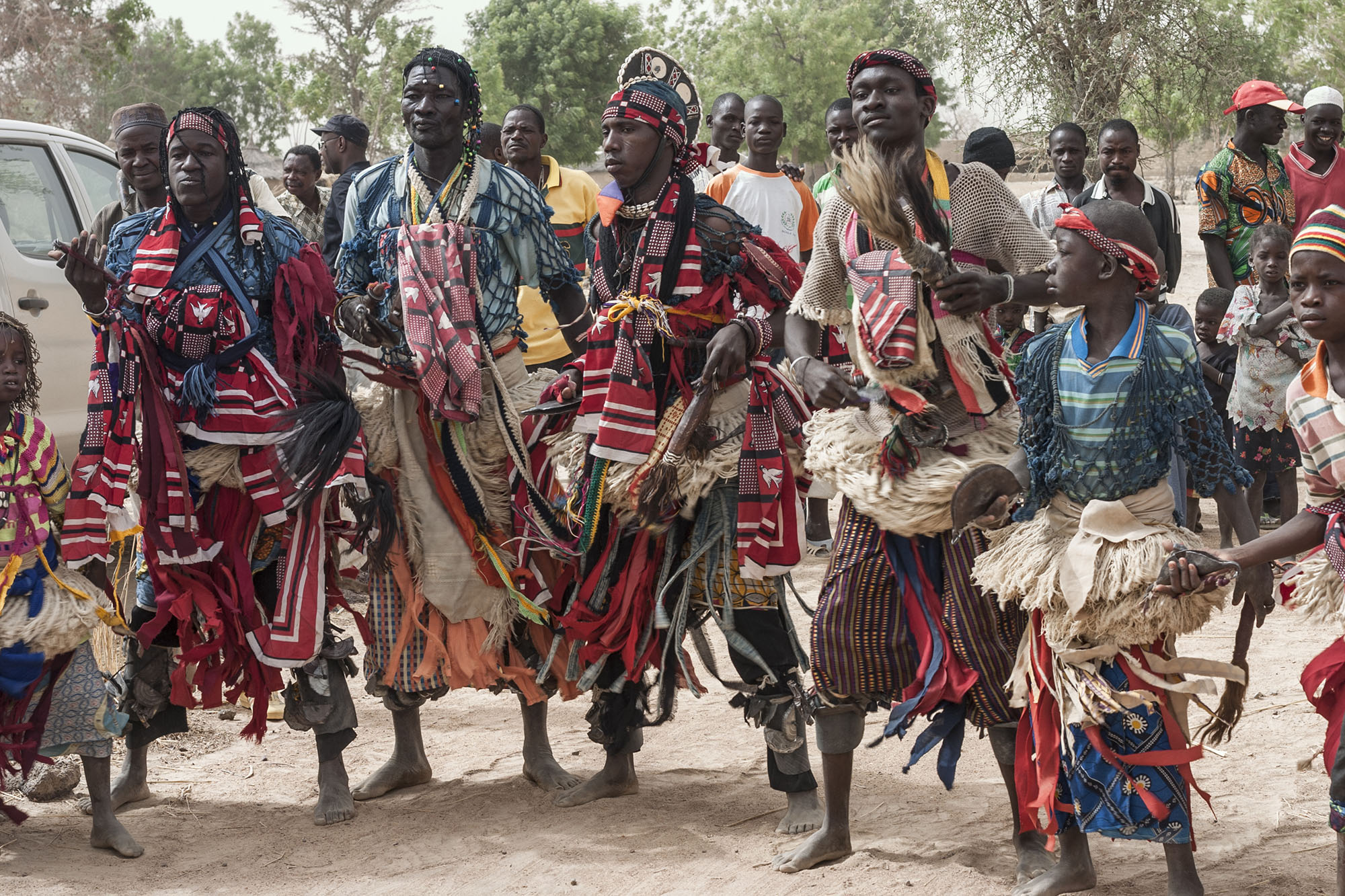
Gruppo di danzatori nella regione dell'Altopiano Centrale

Cerimonie e celebrazioni, ognuna con le sue particolarità, scandiscono la vita dei Mossi. Attraverso feste ed eventi la comunità esprime gioia o sofferenza, o semplicemente adempie agli obblighi morali nei confronti degli antenati.

### La corte del Mogho Naaba
La cerimonia di corte del venerdì è incentrata sull'esperienza di oppressione causata dall'apparire del colonialismo. I primi contatti con i colonizzatori costrinsero il re dei Mossi a viaggiare fino al regno Dagomba per aiutare a combattere i nuovi arrivati.
In seguito le continue minacce dei colonizzatori costrinse l'imperatore a lasciare una seconda volta la corte per andare in cerca di aiuto. Tuttavia, prima di partire, l'imperatore capì che non si trattava di una vera minaccia e che il suo regno era salvo. Per celebrare questo evento, ancora oggi, ogni venerdì, alla corte dell'imperatore, la vicenda viene ricordata e messa in scena.

### Cultura e originalità

#### Maschere

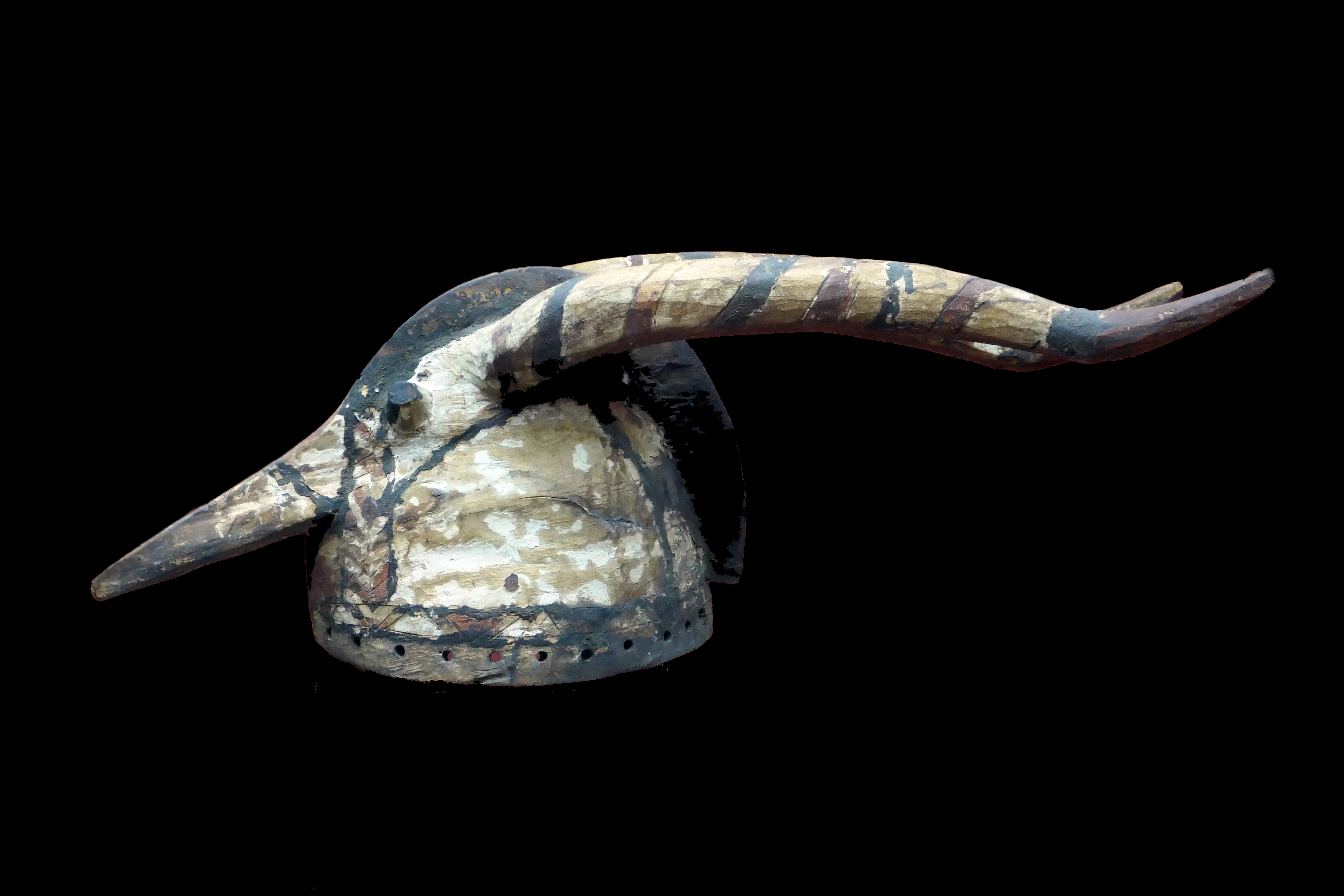
Una maschera-casco Mossi ispirata alle antilopi e conservata al Museo d'Aquitania

Le maschere occupano una posizione importante nella cultura Mossi e sono spesso considerate sacre. Fino a poco tempo fa, era proibito fare fotografie o filmati delle maschere, specialmente di quelle cerimoniali. Oggi, tuttavia, si possono vedere le maschere Mossi durante alcuni festival quali il SIAO (fr. Salon international de l'Artisanat de Ouagadougou), la "Settimana della Cultura" e "Le strane notti di Koudougou" (Les Nuits Atypiques de Koudougou). Ogni famiglia di Nyon-nyonse ha la sua maschera caratteristica che deve essere protetta e preservata. Si ritiene che le maschere abbiano poteri mistici e rappresentino il legame con gli antenati.